# 가리 카스파로프

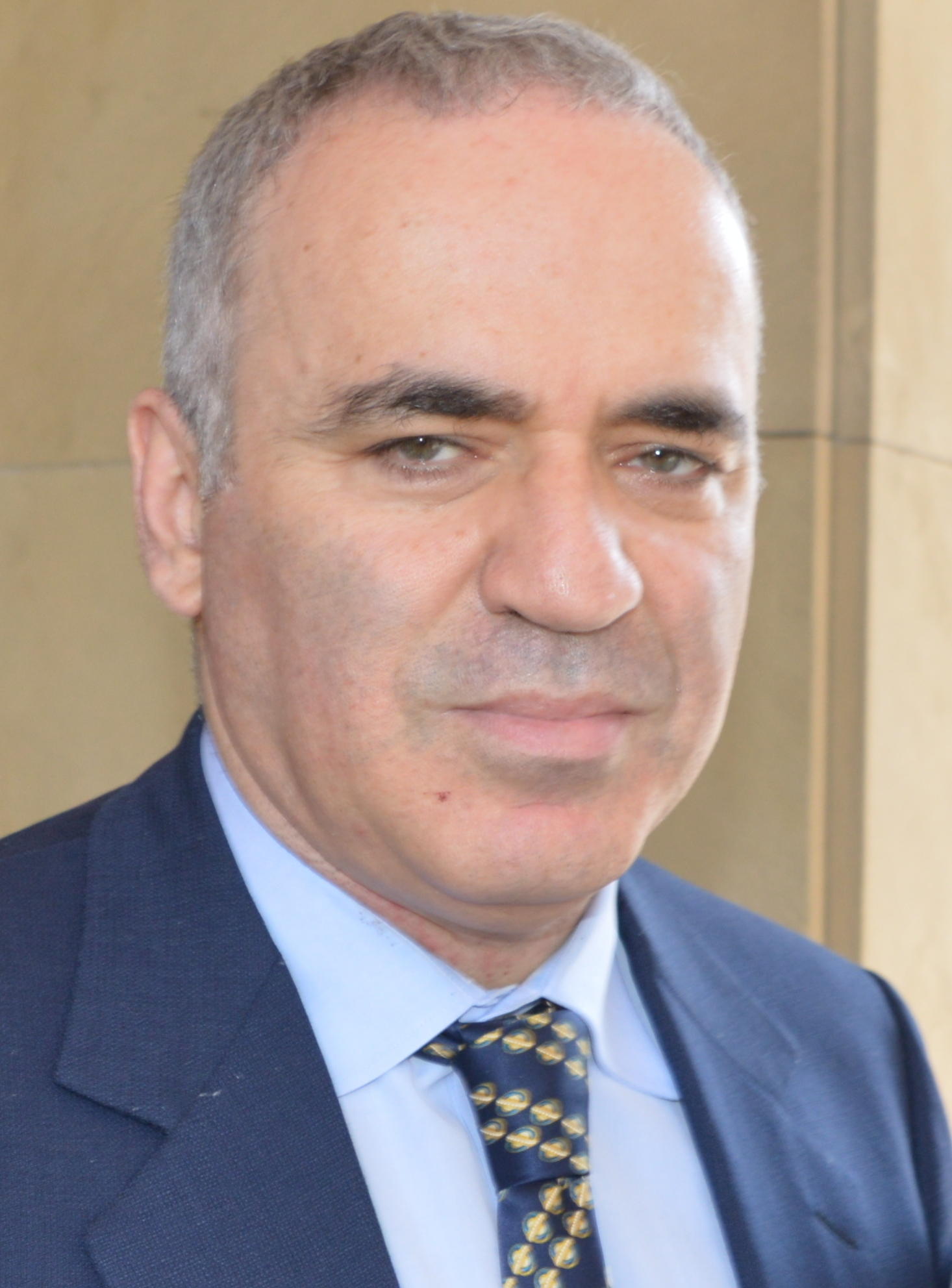
가리 카스파로프

가리 키모비치 카스파로프(러시아어: Га́рри Ки́мович Каспа́ров IPA: [ˈgarʲɪ ˈkʲiməvʲɪtɕ kɐˈsparəf], 1963년 4월 13일 ~ )는 러시아의 은퇴한 체스 선수, 작가이자 정치인이다. 현역 시절에는 그랜드마스터였으며, 2008년 러시아 대통령 선거 후보였다.
카스파로프는 1963년 소비에트 연방 아제르바이잔 SSR 바쿠에서 태어났다. 그는 1981년 12월 소련 체스 선수권 대회에서 우승했고 1985년 세계 체스 선수권 대회에서 챔피언 아나톨리 카르포프에게 승리해 세계 체스 챔피언이 되었다. FIDE에 대한 논란이 라이벌 협회인 프로 체스 협회 (Professional Chess Association)로부터 일때까지 1993년까지 그는 공식 FIDE 세계 타이틀을 가지고 있었다. 그는 2000년 블라디미르 크람니크에게 져 자리를 넘겨주었다. 그는 체스 대결에서 1996년 딥 블루에게 이겼으나 1997년에는 졌다. 이는 컴퓨터가 세계 체스 챔피언과 겨루어서 거둔 첫 번째 승리이다.
카스파로프는 엘로 레이팅(Elo rating)에 의하면 1986년부터 은퇴하던 2005년까지 줄곧 세계 랭킹 1위를 고수하고 있었으며, 1999년 레이팅 2851의 레이팅 기록을 보유하고 있다. 이는 2014년 5월 2882를 기록한 망누스 칼센에 이은 역대 2위이다.
2005년 3월 10일, 정치와 글쓰기에 전념하기 위하여 프로 체스계에서 은퇴 선언을 했다. 그는 연합 시민 전선(러시아어: Объединённый Гражданский Фронт) 운동을 조직했고, 다른 러시아(러시아어: Другая Россия)에 가입하여 블라디미르 푸틴에 대응하고 있다.
2007년 9월 30일, 카스파로프는 러시아 대선에 뛰어들었으나 중도에 포기하였다.

## 같이 보기
- 푸틴주의